# 껴붙임
껴붙임은 바둑 용어로 접촉하고 있는 상대방의 돌을 양쪽에서 협착(껴안아 붙임)하는 것이다. 참고로, 껴붙이는 행마를 속칭 찝는다라고 표현하며 껴붙이는 수를 찝는 수라고 한다.